# Albert Szent-Györgyi
Albert Szent-Györgyi (n. 16 septembrie 1893, Budapesta, Austro-Ungaria – d. 22 octombrie 1986, Woods Hole⁠(d), Comitatul Barnstable, Massachusetts, SUA) a fost un medic biochimist maghiar care a câștigat Premiul Nobel pentru Medicină în 1937. Lui i se datorează izolarea vitaminei C și a vitaminei B6, descoperirea vitaminei P, contribuții însemnate la descoperirea componentelor și reacțiilor din ciclul acidului citric, la descoperirea substratului chimic al contracției musculare. 
Tatăl său, Miklós Szent-Györgyi, s-a născut la Târgu Mureș. Albert Szent-Györgyi a jucat un rol în eforturile diplomatice, nereușite, ale regimului lui Horthy de a ajunge la un acord de armistițiu cu puterile aliate în anul 1944, și în cele din urmă a fost nevoit să intre în ilegalitate. După terminarea războiului în anul 1945 a încercat prin intrarea în politică să salvgardeze democrația și tradiția științifică maghiară, dar în cele din urmă, în anii regimului comunist, în 1947 a fost nevoit să aleagă calea exilului. În 1955 a primit cetățenia americană.